# امیلیا مرنس
امیلیا مرنس (به انگلیسی: Emilia Mernes) (زاده  ۲۹ اکتبر ۱۹۹۶) خواننده، ترانه‌سرا و موسیقی‌دان آرژانتینی است.

## External links
- امیلیا مرنس در اینستاگرام
- امیلیا مرنس در بانک اطلاعات اینترنتی فیلم‌ها (IMDb)
- امیلیا مرنس در آل‌میوزیک
- Emilia Official website